# Liste der Monuments historiques in Boulzicourt
Die Liste der Monuments historiques in Boulzicourt führt die Monuments historiques in der französischen Gemeinde Boulzicourt auf.

## Liste der Objekte
| Bezeichnung                | Beschreibung                                                           | Standort                       | Kennzeichnung | Schutzstatus | Datum | Bild |
| -------------------------- | ---------------------------------------------------------------------- | ------------------------------ | ------------- | ------------ | ----- | ---- |
| Skulptur Heilige Katharina | Fayence aus Nevers, mehrfarbig bemalt, um 1700; im Pfarrhaus deponiert | in der Kirche St-Michel (Lage) | PM08000691    | Classé       | 2008  |      |